# Лаврово (Московская область)
Лаврово — деревня в Клинском районе Московской области, в составе Городского поселения Клин. Население — 292 чел. (2010). До 2006 года Лаврово входило в состав Решоткинского сельского округа.

## Расположение
Деревня расположена в центральной части района, примерно в 1 км к западу от города Клин, на правом берегу безымянного левого притока реки Липня (левый приток Сестры), высота центра над уровнем моря 168м. Ближайшие населённые пункты — Василево на западе и Першутино на севере. У юго-восточной окраины деревни проходит автодорога А108 (Московское большое кольцо).

## Население
| 2002 | 2006 | 2010 |
| ---- | ---- | ---- |
| 261  | ↘226 | ↗292 |